# Zmaj Lakotaj z Ljubljanskega gradu
Zmaj Lakotaj je literarni lik in  pravljica o sedmih zmajčkih in njihovemu očetu zmaju Lakotaju. Napisal jo je Janez Bitenc, ki je slovenski skladatelj za otroke.

## O avtorju
Janez Bitenc, slovenski skladatelj, pedagog in publicist, se je rodil 25. oktobra 1925 v Ljubljani in umrl 4. februarja 2005 v Ljubljani.
Leta 1952 je diplomiral na Akademiji za glasbo v Ljubljani. Bitenc je začetnik slovenske glasbe za otroke. Njegov glasbeni opus obsega preko 450 skladb. Napisal je pravljico Zmaj Lakotaj z Ljubljanskega gradu, prav tako pa tudi skladbo Zmaj Lakotaj. Njegova najbolj znana skladba pa je Kuža pazi.

## O pravljici
Zgodba je sestavljena iz okvirne in osrednje zgodbe.

### Okvirna zgodba
Okvirna zgodba govori o Zmaju Lakotaju in njegovih sedmih zmajčkih, ki so ostali brez mame. Nekega zgodnjega jutra, ko je namreč zmajevka odfrčala na Golovec po hrano za mladiče, je na belem konju prijezdil junak s sulico in jo zabodel naravnost v srce. Na jasi pod Golovcem so skopali jamo in vanjo pokopali zmajevko. Vsako pomlad na njeni gomili zacvetejo kot kri rdeče rože. Takšne ne rastejo nikjer na svetu, domačini jim pravijo zmajevke. Trgati pa si jih ne upa nihče, ker imajo ostro trnje in pravijo, da je strupeno. Ko mame zmajevke ni bilo domov, so lačni zmaji vreščali dan in noč, oče zmaj pa je tolkel s svojim velikanskim repom. Mladeniča, ki je pokončal zmajevko, so najprej pogostili ter slavili. Ko pa je pogumni vitez zvedel, da so mali zmaji ostali brez mame, ga je tako stisnilo pri srcu, da je odvrgel svojo sulico in odšel neznano kam. Tam se je ob kruhu in vodi postil vse do smrti. Oče zmaj pa je skrbel za svoje mladiče, kakor je znal. A bog ne daj, da bi srečal kakšnega človeka. Zato je bila tudi Ljubljana v zgodnjih jutranjih urah tako prazna.

### Osrednja zgodba
Začne se s pripovedjo očeta Gregorju o zmaju Lakotaju in njegovih zmajih. Oče ga je namreč opozoril, da gre lahko s svojim kozlom samo do grajskega gozda, dlje pa ne. Mladi pastir pa je od takrat naprej mislil samo na črno luknjo, kjer je prebival stari zmaj s svojimi mladiči. Naslednji dan pa je Gregor vseeno odšel še naprej od gozda in tako prišel do zmaja in malih zmajev. Bili so lačni, zato so mlademu pastirju naročili, kaj naj jim prinese za pod zob, da lahko sam ostane živ. Vsak od zmajev si je zaželel nekaj hrane: prvi prepelico, drugi orehovo potico, tretji pečenega prašiča, četrti kozla, peti petelina, oče zmaj pa si je zaželel sod vina. Šesti in sedmi zmaj pa sta spala v črni luknji. Gregor je odšel domov in se vrnil z vso hrano, ki so mu jo dali domači. Vsi so planili na svoje dobrote; v zameno za svojega kozlička, ki ga je Gregor imel tako rad, pa je zmaju prinesel košaro rdečih jagod. Ostalima dvema zmajema pa je dal sladko smetano, ki jo je pripravila Gregčeva babica. V zameno za hrano je veliki zmaj Gregcu ponudil pomoč. Doma so Gregcu pripravili veliki sprejem, kasneje pa je še od zmaja dobil pismo, v katerem je pisalo, da lahko sedaj vedno pase svojega kozla na grajskem pobočju. Kmalu zatem so mali zmaji zapustili očeta zmaja in odšli po svetu. Ko pa so na grajski hrib privlekli top, ki je naznanjal nevarnost, je zaradi hrupa odšel še zmaj Lakotaj. Od takrat zmaja in malih zmajev ni nihče več videl. V spomin nanje pa so upodobili zmaja v ljubljanskem mestnem grbu. Čez Ljubljanico pa so zgradili most in nanj postavili štiri bronaste zmaje, zato se imenuje zmajski most.

### Književni čas in prostor
Osrednji del pravljice se dogaja nekega dne, ko se Gregor odloči iti dlje, kot mu je dovolil iti oče - do zmaja Lakotaja.
Pravljica se dogaja v Gregčevi hiši in na grajskem pobočju, kjer je prebival zmaj Lakotaj.

## Književne osebe
Glavna književna oseba je Zmaj Lakotaj in njegovih sedem zmajev. Nastopajo pa še: Gregor, njegov oče in mati. Zmaj je na začetku predstavljen kot zlobna oseba, kasneje pa vidimo, da vendarle ni tako sebičen. Njegovih sedem zmajev si želi samo hrane, med njimi pa sta dva, ki ves čas samo spita in sta brez skrbi. Gregor je mlad pastir, katerega radovednost vodi do črne luknje. Njegov oče ga ves čas svari, da ne sme iti predaleč, vendar so njegove besede zaman. Mati pa je dobrega srca, ki sinu priskrbi dobrote za zmaje.

## Simbol zmaja
Zmaj v pravljicah največkrat simbolizira zlo. V tej pravljici ni tako. Oče zmaj ni tako trdosrčen - postane žalosten, ko se zave, da bo ostal sam. Prav tako svojo pomoč ponudi mlademu pastirju. Zmaj v tej pravljici ima vlogo dobrega, nadnaravnega bitja. Število 7 (njegovih sedem mladičev) pa je pravljično število.

## Pesem o zmaju Lakotaju
Na Ljubljanskem gradu 
 je živel, je živel hudi zmaj 
 Lakotaj. 
 Sedem zmajčkov 
 je imel, je imel hudi zmaj 
 Lakotaj.
Prvi zmajček se oglasi: 
 »Jaz bi jedel prepelico!« 
 Drugi zmajček se oglasi: 
 »Jaz orehovo potico!« 
 Tretji zmajček se oglasi: 
 »Jaz obiral bi prašička!« 
 A četrti se oglasi: 
 »Jaz pohrustal bi kozlička!« 
 Peti zmajček se oglasi: 
 »Jaz bi jedel petelina!« 
 Oče zmaj pa zarentači: 
 »Jaz popil bi sodček vina!« 
 Šesti, sedmi se zbudita 
 sladko smetano dobita.
Na Ljubljanskem gradu 
 je živel, je živel hudi zmaj 
 Lakotaj. 
 Seedem zmajčkov 
 je imel, je imel hudi zmaj 
 Lakotaj.

## Inačice pravljic z zmajem
- Zmaj Direndaj, Kajetan Kovič (COBISS)
- Zaljubljeni zmaj, Jana Stržinar (COBISS)
- Pošastno, Klaus Baumgart (COBISS)
- Prijazni zmaj Zumi, Sonja Zubović (COBISS)
- Zmaj v Postojnski jami
- Zmaj razgrajaček, Niko Grafenauer
- Zmaj v oknu, Ferdo Godina (COBISS)
- Zmaj v Peci
- Zlatorog
- Zmaj močeraj
- Zmajevka
- Celovški zmaj,
- Zmaj s sedmerimi glavami